# Apolonia Ustrzycka
Apolonia Ustrzycka (Przemyśl, 17 gennaio 1736 – Varsavia, 1814) è stata una nobile polacca.

## Biografia
Il padre di Apolonia, Bazyli, era un ricco commerciante di tessuti di origini lituane, mentre la madre, Katarzyna, era figlia di un signore di Zielonk ed apparteneva alla piccola nobiltà polacca. La famiglia di Apolonia, prima di tredici figlie, era quindi borghese, ma si impoverì notevolmente con la perdita di gran parte delle sostanze finanziarie del capo famiglia: l'unica speranza per Apolonia di condurre una vita dignitosa era o farsi suora oppure contrarre un matrimonio vantaggioso.
Fu educata in un ginnasio per giovani fanciulle gestito da religiose, dove conobbe la principessa Elźbieta Czartoryska (1736-1816), che invece apparteneva ad una famiglia molto facoltosa e che la introdusse, appena undicenne, presso il conte Kazimierz Poniatowski (fratello di Stanislao, futuro re di Polonia), grande libertino e ricco signore; egli si adoperò affinché sposasse un altro aristocratico, Antoni Benedykt Lubormirski. Il matrimonio ebbe luogo nel 1749, ma durò soltanto due anni, nel 1751 infatti divorziò per sposare Kazimierz Poniatowski, inserendosi in una delle più nobili famiglie polacche e ricevendo il titolo di baronessina.
Il matrimonio non fu felice, dato che entrambi i coniugi erano sfrenati libertini (si conta che lei abbia avuti circa sedici figli illegittimi e lui ventidue), e portò alla nascita di tre figli: Stanisław Poniatowski (1754-1833), Katarzyna (1756-1773) e Kostancija (1759-1830).